# Priopoda xanthopauper
Priopoda xanthopauper är en stekelart som beskrevs av Aubert 1979. Priopoda xanthopauper ingår i släktet Priopoda och familjen brokparasitsteklar. Inga underarter finns listade i Catalogue of Life.